# Industrie-Norm für Aufstellvorrichtungen von Standardverkehrszeichen
Die Industrie-Norm für Aufstellvorrichtungen von Standardverkehrszeichen (kurz IVZ-Norm) ist eine von der Güteschutzgemeinschaft Verkehrszeichen und Verkehrseinrichtungen e.V. herausgegebene deutsche Norm. Sie gilt für Aufstellvorrichtungen von Verkehrszeichen einschließlich ihrer Fundamente.
Der Industrieverband Verkehrszeichen verabschiedete im Jahr 1960 erstmals „Standardpläne für die Lochung und Aufstellung der Verkehrszeichen“. Bereits ein Jahr nach Erscheinen der daraus entwickelten IVZ-Norm wurden bereits 60 Prozent aller Verkehrszeichen nach deren Kriterien bestellt. 1993 passten die Verantwortlichen diese Norm an den Stand der Technik an. Durch die Einführung der RWB 2000 und die Aufstellung der Grundsätze für die Aufstellung von Verkehrsschildern an Bundesfernstraßen durch das Allgemeine Rundschreiben Straßenbau Nr. 21/2000 musste die IVZ-Norm wieder überarbeitet werden. Aktuell liegt das Regelwerk in der Ausgabe 2022 vor.

## Anwendungen
Auch für die Fahrradwegweisung in Radverkehrsnetzen hat die Norm Bedeutung, etwa bei der Aufstellung und Montage von Rohrpfosten, Betonfundamenten mit oder ohne Bodenhülsen, Spreiz- oder Schraubfundamenten und der Befestigung der Pfosten mit Schrauben.